# Deir Istiya
Deir Istiya (àrab: دير إستيا, Dayr Istiyā) és un municipi palestí de la governació de Salfit, a Cisjordània, 7 kilòmetres a l'est de Salfit i 15 al sud-oest de Nablus. Segons l'Oficina Central Palestina d'Estadístiques tenia 3.146 habitants el 2007. L'àrea urbanitzada de Deir Istiya és de 74 dúnams, i a la ciutat vella hi viuen prop de trenta famílies.

## Història
El municipi rep el nom de la propera tomba d'Istiya qur, segons l'etnògraf Tawfiq Canaan i l'historiador Moshe Sharon, és el nom àrab d'Isaïes. S'hi ha trobat ceràmica de l'Edat de Ferro, de l'era croat/aiúbida i mameluc.
Durant l'era croada, en els segles XII-XIII, Deir Istiya era habitada només per musulmans segons Ḍiyāʼ al-Dīn. En 1394 Deir Istiya estava obligada a subministrar llenties, oli d'oliva i farina com a dot religiosa (waqf) a la mesquita d'Abraham a Hebron per ordre del soldà mameluc Barquq. Des de l'era mameluc a Palestina, Deir Istiya ha estat un centre agrícola basat en l'olivera. Actualment posseeix una de les àrees de terra més grans plantada amb oliveres, aproximadament uns 10.000 dúnams.

### Època otomana

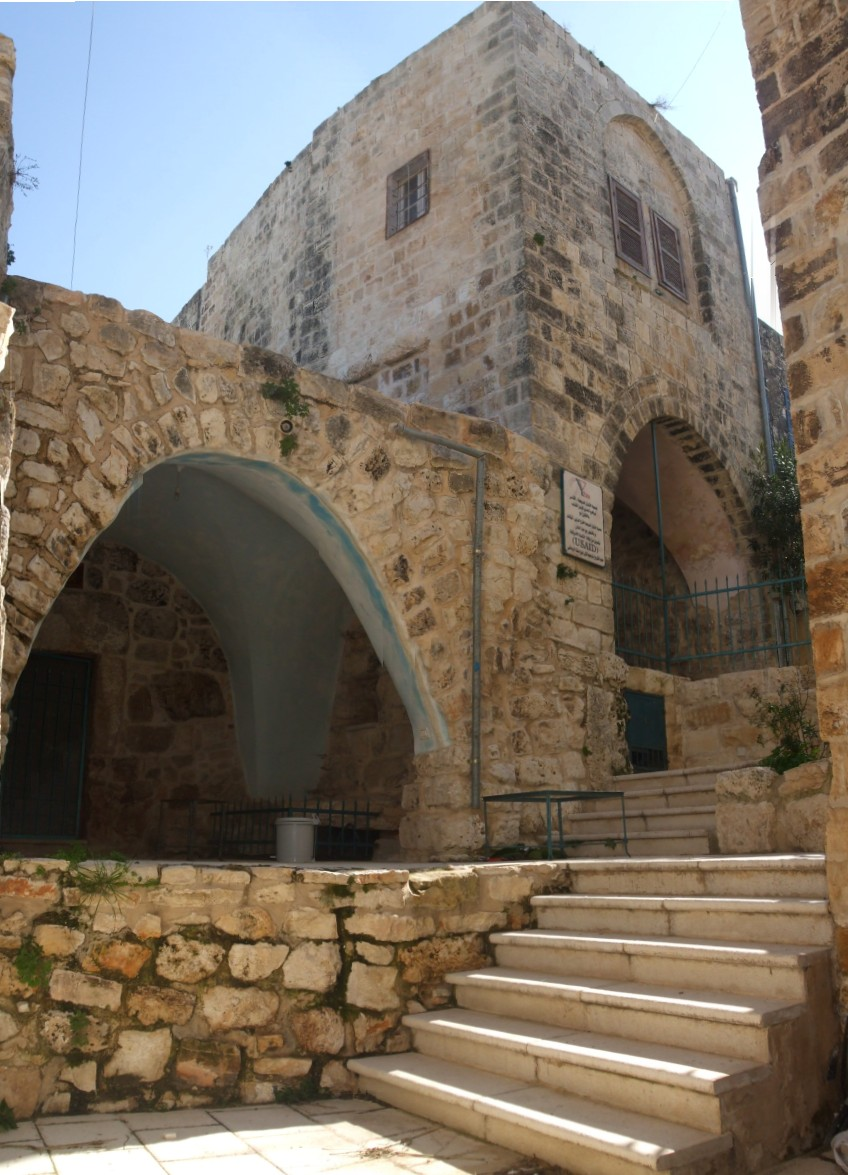
Una antiga residència a Deir Istiya

S'hi ha trobat terrissa dels primers anys del període otomà. La vila formava part del Sanjak de Nablus a començaments del segle xvi. En 1596 Dayr Istya apareix en els registres fiscals otomans en la nàhiya de Jabal Qubal del liwà de Nablus. Tenia una població de 133 llars i 12 solters, tots musulmans. Els vilatans pagaven impostos sobre el blat, l'ordi, els cultius d'estiu, olives, cabres i/o ruscs. A començaments del segle xvii Deir Istiya i Beit Wazan eren les seus ancestrals de la família Qasim que controlava Jamma'in i la part més oriental del Sanjak de Nablus. Els Qasim fortificaren Deir Istiya i en van fer la seva principal base al sud. El clan Rayyan de Majdal Yaba també va exercir alguna influència a la vila. Durant el període de «guerra civil» a Jabal Nablus (1853–57), la família Qasim, liderada per Qasim al-Ahmad, va abandonar Deir Istiya i es va dir que havia cercat aixopluc amb la família Nimr a Nablus.
En la segona meitat del segle xix la vila fou governada pel clan Abu Hijleh, qui hi continuà vivint. Els Abu Hijleh eren dominants a l'àrea, i tenien força riquesa.
En 1870 l'erudit francès Victor Guérin remarcà que Deir Istiya havia estat molt més gran i que probablement havia estat habitada des de «temps antics,» assenyalant que la mesquita de Deir Istiya tenia columnes de marbre (algunes amb crucifixos cisellats) que dataven de l'era cristiana a Palestina. En 1882 Deir Istiya fou descrita com «una vila gran en un terreny elevat, envoltada d'oliveres i subministrada per cisternes.»
Els britànics van prendre el control de Palestina als otomans en 1917, i en 1921 un resident era assotat públicament fins a la mort a Deir Istiya per presumpta possessió d'armes. Els britànics assenyalaren el paper de lideratge a una branca del clan Abu Hijleh fomentant la rivalitat amb l'altra branca. Els britànics van establir una escola a la ciutat en 1923 i durant el Mandat Britànic Deir Istiya va ser una de les principals ciutats de Samaria.

### Després de 1948
Després de la de la Guerra araboisraeliana de 1948, i després dels acords d'Armistici de 1949, Deir Istiya va restar en mans de Jordània. Després de la Guerra dels Sis Dies el 1967, ha estat sota ocupació israeliana. Al llarg de l'ocupació per part d'Israel, de 1967 a 1990, gairebé la meitat de la població va emigrar a Kuwait o altres estats del Golf Pèrsic. En la dècada de 1970 va augmentar a la vila la resistència local en forma de Sumud , amb hissades de banderes palestines, graffitis i bloqueig de carreteres. Com a resultat, el 1974 prop de 50 homes foren detinguts i condemnats a penes de presó que van de sis mesos a tres anys.
L'Autoritat de la Natura i els Parcs d'Israel ha establert una reserva natural a Nahal Kana, ocupant terres de cultiu de propietat privada palestina conreades abans que les autoritats israelianes les convertissin el parc. El 2012, la Administració civil israeliana va ordenar als habitants locals arrencar més de 1.000 oliveres de la zona. Els residents de Deir Istiya,
han portat l'ordre als tribunals. El parc, diuen, incorpora part de la seva terra, i s'hi està aplicant una doble vara de mesurar, ja que s'ha permès a la zona assentaments israelians i s'hi ha construït un camí entre ells a través del parc mateix.

## Demografia
Segons Victor Guerin en juny de 1870 Deir Istiya tenia uns 400 habitants. En el cens de Palestina de 1922 tenia 674 habitants, tots musulmans, que augmentaren a 886 en el cens de 1931 tots musulmans, en un total de 206 llars. El village Statistics, 1945 va registrar una població de 1.190 musulmans. En 1961, quan formava part de Jordània, tenia 1,641 residents, disminuint dràsticament després de l'ocupació per Israel, quan gairebé la meitat dels residents emigraren gradualment, majoritàriament a Kuwait. En 1982 hi havia 1.500 persones vivint a Deir Istiya, augmentant a 2.100 en 1987.
En el cens de 1997 dut a terme per l'Oficina Central Palestina d'Estadístiques (PCBS), Deir Istiya tenia 2.802 habitants, dels quals només el 2.1% eren refugiats palestins. Més de la meitat de la població té menys de 20 anys (51.8%). La gent entre els 20 i 44 anys suposa el 33.3% de la població, 14.8% entre 45 i 64, i el 6% més de 65 anys. Segons el cens de 2007 la població hauria augmentat a 3.106 habitants.

## Govern
Deis Istiya és administrada per un consell de vila d'11 membres. Els membres són nomenats per les famílies importants de la vila i són aprovats per l'Autoritat Nacional Palestina. A les eleccions municipals palestines de 2005, Fatah va obtenir tres regidors, Hamas tres, el comunista Partit del Poble Palestí (PPP) tres, inclòs l'escó d'alcalde, i un grup local dos regidors. El membre del PPP Jamal Alfaris va obtenir el càrrec d'alcalde.